# Bjambasürengiin Scharaw
Bjambasürengiin Scharaw  (mongolisch Бямбасүрэнгийн Шарав, * 13. November 1952 im Sum Dschargaltchaan; † 15. Juli 2019 in Ulaanbaatar) war ein mongolischer Komponist.
Scharaw erlernte als Kind von seinem Vater das Spiel der Morin Chuur und spielte auch Akkordeon. Als Musiklehrer an  einer Elementarschule begann er Kinderlieder zu komponieren. Ab 1975 studierte er am Konservatorium von Swerdlowsk in der Sowjetunion.
Außer 200 Liedern komponierte Scharaw mehr als zwanzig Filmmusiken, acht Konzerte für mongolische Volksinstrumente, vier Ballette und drei Sinfonien. Als Auftragswerk für Yo-Yo Mas Silkroad Ensemble entstand 2000 die Legend of Herlen.